# Siegfried Fröhlich (Prähistoriker)
Siegfried Fröhlich (* 1. Juli 1937 in Schmiedefeld am Rennsteig; † 2018) war ein deutscher Prähistoriker.

## Leben
Nach der Promotion am 3. Dezember 1965 mit der Dissertation Anthropologische Untersuchung an Skeletten der Merowingerzeit aus Thüringen zum Dr. rer. nat. in Jena und der Habilitation in Hamburg 1981 wurde er dort Privatdozent und 2001 Professor (§ 17 HmbHG) für Vor- und Frühgeschichte.  Von 1992 bis 2000 war er Landesarchäologe Sachsen-Anhalts.

## Schriften (Auswahl)
- Studien zur mittleren Bronzezeit zwischen Thüringer Wald und Altmark, Leipziger Tieflandsbucht und Oker (= Veröffentlichungen des Braunschweigischen Landesmuseums. Band 34). Braunschweig 1983, ISBN 3-88452-806-8 (zugleich Habilitationsschrift, Hamburg 1981).
- Das Grabhügelfeld auf dem Spöllberg. Gemeinde Gölenkamp, Landkreis Grafschaft Bentheim. Fundstelle des goldenen Bechers (= Schriftenreihe Kulturregion Osnabrück des Landschaftsverbandes Osnabrück. Band 5). Rasch, Bramsche 1992, ISBN 3-922469-72-8.
- als Herausgeber: Aus der Vorgeschichte Sachsen-Anhalts. Landesmuseum für Vorgeschichte, Halle (Saale) 1995, ISBN 3-910010-13-X.